# Nibbiano
Nibbiano é uma comuna italiana da região da Emília-Romanha, província de Piacenza, com cerca de 2.388 habitantes. Estende-se por uma área de 43 km², tendo uma densidade populacional de 56 hab/km². Faz fronteira com Borgonovo Val Tidone, Caminata, Canevino (PV), Golferenzo (PV), Pecorara, Pianello Val Tidone, Ruino (PV), Santa Maria della Versa (PV), Volpara (PV), Zavattarello (PV), Ziano Piacentino.
Depois de um referendum popular, terminado positivamente, que estableceu a fusão com as comunas de Caminata e Pecorara numa nova comuna, em 1 de janeiro de 2018 nasceu Alta Val Tidone.

## Demografia
| Variação demográfica do município entre 1861 e 2011                               |
|                                                                                   |
| Fonte: Istituto Nazionale di Statistica (ISTAT) - Elaboração gráfica da Wikipedia |